# Kep Enderby
Kep Enderby o Keppel Enderby (25 de enero de 1926 - 8 de enero de 2015) fue un político, jurista y esperantista australiano.
Estudió en Dubbo; durante la Segunda Guerra Mundial, en 1944, sirvió en el ejército del aire australiano; estudió derecho en las universidades de Sídney y de Londres; desde 1950 trabajó como jurista y profesor. Desde 1962 impartió conferencias universitarias y 1970 fue elegido para el Parlamento de Australia. De 1972 a 1975 fue ministro, primero de producción (Minister for Industry and Innovation), luego de justicia. Hasta su jubilación en 1992 fue juez del Tribunal Supremo de Nueva Gales del Sur. Desde 2003 presidió la sociedad regional de eutanasia voluntaria. 
Aprendió esperanto en 1987 y de 1992 a 1997 fue presidente de Australia Esperanto-Asocio. Cuatro veces fue presidente de la Asociación Universal de Esperanto (UEA, 1998-2001) y presidente de Esperanta Jura Asocio 1996-2002. 